# Чемпионат мира по пляжному гандболу 2008
III чемпионат мира по пляжному гандболу был проведён 9—13 июля 2008 года в Кадисе, Испания. За эти дни прошли как мужские, так и женские соревнования; оба турнира выиграла сборная Хорватии.

## Мужчины

### Группа A

#### 9 июля
Россия — Сербия 1:2 (18:22, 14:11, 4:7)

Хорватия — Уругвай 2:0 (20:8, 22:10)

Венгрия — Иран 2:0 (14:10, 18:12)

Сербия — Хорватия 0:2 (14:16, 8:23)

Иран — Россия 0:2 (7:22, 18:26)

Уругвай — Венгрия 1:2 (12:24, 18:12, 4:6)

#### 10 июля
Россия — Уругвай 2:0 (16:14, 17:14)

Сербия — Иран 2:1 (18:9, 20:22, 6:4)

Хорватия — Венгрия 2:0 (20:16, 25:22)

#### 11 июля
Хорватия — Иран 2:0 (24:12, 14:11)

Венгрия — Россия 0:2 (10:11, 14:17)

Уругвай — Сербия 1:2 (15:14, 14:16, 6:7)

Иран — Уругвай 2:0 (12:11, 16:14)

Венгрия — Сербия 1:2 (8:12, 20:15, 6:7)

Россия — Хорватия 1:2 (20:18, 13:19, 12:13)
| М | Команда  | Партии | Очки |
| - | -------- | ------ | ---- |
| 1 | Хорватия | 10 — 1 | 10   |
| 2 | Сербия   | 8 — 6  | 8    |
| 3 | Россия   | 8 — 4  | 6    |
| 4 | Венгрия  | 5 — 7  | 4    |
| 5 | Иран     | 3 — 8  | 2    |
| 6 | Уругвай  | 2 — 10 | 0    |

### Группа B

#### 9 июля
Египет — Ливия 2:0 (14:11, 20:8)

Пакистан — Турция 0:2 (17:19, 10:18)

Бразилия — Испания 2:1 (18:22, 17:11, 11:10)

#### 10 июля
Испания — Египет 1:2 (12:23, 18:6, 4:8)

Турция — Бразилия 0:2 (14:18, 12:13)

Ливия — Пакистан 2:1 (12:17, 12:7, 7:6)

Бразилия — Ливия 2:0 (18:10, 20:8)

Египет — Пакистан 0:2 (16:18, 14:15)

Испания — Турция 2:0 (22:16, 19:16)

#### 11 июля
Египет — Турция 2:0 (13:7, 18:12)

Пакистан — Бразилия 0:2 (9:17, 8:20)

Ливия — Испания 0:2 (8:16, 18:22)

Турция — Ливия 2:0 (25:13, 13:8)

Бразилия — Египет 2:1 (22:20, 14:20, 9:4)

Пакистан — Испания 0:2 (11:18, 13:16)
| М | Команда  | Партии | Очки |
| - | -------- | ------ | ---- |
| 1 | Бразилия | 10 — 2 | 10   |
| 2 | Египет   | 7 — 5  | 6    |
| 3 | Испания  | 8 — 4  | 6    |
| 4 | Турция   | 4 — 6  | 4    |
| 5 | Ливия    | 2 — 9  | 2    |
| 6 | Пакистан | 3 — 8  | 2    |

### Турнир за 9—12-е места

#### 12 июля
Пакистан — Иран 2:0 (23:15, 17:14)

Уругвай — Ливия 2:1 (12:13, 22:16, 6:4)

### Турнир за 5—8-е места

#### 12 июля
Турция — Россия 2:1 (15:14, 16:19, 7:6)

Венгрия — Испания 0:2 (16:17, 16:22)

### Матч за 11-е место

#### 12 июля
Иран — Ливия 2:0 (19:11, 14:12)

### 1/2 финала

#### 12 июля
Хорватия — Египет 2:0 (17:14, 21:14)

Бразилия — Сербия 2:0 (18:14, 20:16)

### Матч за 9-е место

#### 12 июля
Пакистан — Уругвай 1:2 (18:13, 12:18, 4:5)

### Матч за 7-е место

#### 13 июля
Россия — Венгрия 1:2 (24:22, 16:19, 4:7)

### Матч за 5-е место

#### 13 июля
Турция — Испания 0:2 (16:18, 23:24)

### Матч за 3-е место

#### 13 июля
Египет — Сербия 0:2 (12:14, 14:19)

### Финал

#### 13 июля
Хорватия — Бразилия 2:1 (21:14, 18:19, 9:6)

### Итоговая таблица
| М  | Команда  |
| -- | -------- |
|    | Хорватия |
|    | Бразилия |
|    | Сербия   |
| 4  | Египет   |
| 5  | Испания  |
| 6  | Турция   |
| 7  | Венгрия  |
| 8  | Россия   |
| 9  | Уругвай  |
| 10 | Пакистан |
| 11 | Иран     |
| 12 | Ливия    |

## Женщины

### Группа A

#### 9 июля
Бразилия — Сербия 2:0 (23:13, 23:17)

Норвегия — Доминиканская Республика 2:0 (24:1, 23:5)

Италия — Украина 2:0 (17:16, 17:16)

Сербия — Норвегия 0:2 (11:16, 16:10, 7:6)

Украина — Бразилия 0:2 (7:18, 14:18)

Доминиканская Республика — Италия 0:2 (11:16, 9:15)

#### 10 июля
Бразилия — Доминиканская Республика 2:0 (13:6, 15:6)

Норвегия — Италия 0:2 (16:17, 17:20)

Сербия — Украина 2:1 (8:17, 25:20, 5:2)

#### 11 июля
Норвегия — Украина 2:1 (9:8, 10:13, 6:4)

Италия — Бразилия 1:2 (12:10, 15:16, 8:9)

Доминиканская Республика — Сербия 0:2 (5:19, 11:15)

Украина — Доминиканская Республика 2:0 (17:10, 19:18)

Италия — Сербия 2:1 (10:9, 12:16, 10:2)

Бразилия — Норвегия 2:0 (15:10, 16:9)
| М | Команда                  | Партии | Очки |
| - | ------------------------ | ------ | ---- |
| 1 | Бразилия                 | 10 — 1 | 10   |
| 2 | Италия                   | 9 — 3  | 8    |
| 3 | Сербия                   | 7 — 6  | 6    |
| 4 | Норвегия                 | 5 — 7  | 4    |
| 5 | Украина                  | 4 — 8  | 2    |
| 6 | Доминиканская Республика | 0 — 10 | 0    |

### Группа B

#### 9 июля
Македония — Китай 2:0 (18:14, 18:13)

Россия — Уругвай 1:2 (10:6, 4:10, 2:6)

Хорватия — Испания 2:1 (20:18, 14:22, 9:5)

#### 10 июля
Испания — Россия 2:0 (14:10, 18:14)

Китай — Хорватия 0:2 (11:18, 8:18)

Уругвай — Македония 2:1 (16:14, 16:20, 4:3)

Хорватия — Уругвай 2:1 (14:8, 16:17, 7:6)

Россия — Македония 2:0 (14:10, 12:11)

Испания — Китай 2:0 (20:9, 16:9)

#### 11 июля
Россия — Китай 2:0 (18:10, 14:10)

Македония — Хорватия 0:2 (8:12, 6:14)

Уругвай — Испания 0:2 (16:21, 12:13)

Китай — Уругвай 0:2 (2:20, 9:15)

Хорватия — Россия 2:1 (10:9, 15:22, 6:2)

Македония — Испания 0:2 (16:17, 10:11)
| М | Команда   | Партии | Очки |
| - | --------- | ------ | ---- |
| 1 | Хорватия  | 10 — 1 | 10   |
| 2 | Испания   | 9 — 3  | 8    |
| 3 | Сербия    | 7 — 6  | 6    |
| 4 | Россия    | 5 — 7  | 4    |
| 5 | Македония | 4 — 8  | 2    |
| 6 | Китай     | 0 — 10 | 0    |

### Турнир за 9—12-е места

#### 12 июля
Китай — Украина 0:2 (8:21, 7:14)

Доминиканская Республика — Македония 0:2 (7:9, 13:18)

### Турнир за 5—8-е места

#### 12 июля
Норвегия — Уругвай 2:1 (14:16, 15:14, 5:4)

Россия — Сербия 2:0 (18:16, 14:13)

### Матч за 11-е место

#### 12 июля
Китай — Доминиканская Республика 1:2 (12:6, 10:14, 6:7)

### 1/2 финала

#### 12 июля
Хорватия — Италия 2:1 (20:18, 18:20, 12:10)

Бразилия — Испания 1:2 (12:4, 16:18, 0:6)

### Матч за 9-е место

#### 12 июля
Украина — Македония 2:1 (8:10, 16:12, 6:4)

### Матч за 7-е место

#### 13 июля
Уругвай — Сербия 2:1 (15:16, 13:12, 7:4)

### Матч за 5-е место

#### 13 июля
Норвегия — Россия 0:2 (16:22, 20:22)

### Матч за 3-е место

#### 13 июля
Бразилия — Италия 2:1 (13:10, 10:20, 5:0)

### Финал

#### 13 июля
Испания — Хорватия 0:2 (10:13, 8:14)

### Итоговая таблица
| М  | Команда                  |
| -- | ------------------------ |
|    | Хорватия                 |
|    | Испания                  |
|    | Бразилия                 |
| 4  | Италия                   |
| 5  | Россия                   |
| 6  | Норвегия                 |
| 7  | Уругвай                  |
| 8  | Сербия                   |
| 9  | Украина                  |
| 10 | Македония                |
| 11 | Доминиканская Республика |
| 12 | Китай                    |